# Nipponaphis distyliicola
Nipponaphis distyliicola är en insektsart. Nipponaphis distyliicola ingår i släktet Nipponaphis och familjen långrörsbladlöss. Inga underarter finns listade i Catalogue of Life.